# Bayern Rundfahrt 1997
La Bayern Rundfahrt 1997, nona edizione della corsa, si svolse dal 27 maggio al 1º giugno su un percorso di 925 km ripartiti in 5 tappe (la terza suddivisa in due semitappe) e un cronoprologo, con partenza a Marktoberdorf e arrivo a Pfarrkirchen. Fu vinta dal tedesco Christian Henn della Team Deutsche Telekom davanti al suo connazionale Bert Dietz e al francese Arnaud Prétot.

## Tappe
| Tappa  | Data      | Percorso                                          | km    | Vincitore di tappa | Leader cl. generale |
| ------ | --------- | ------------------------------------------------- | ----- | ------------------ | ------------------- |
| Prol.  | 27 maggio | Marktoberdorf > Marktoberdorf (cron. individuale) | 5,6   | Dirk Müller        | Dirk Müller         |
| 1ª     | 28 maggio | Marktoberdorf > Beilngries                        | 212   | Jeroen Blijlevens  | Dirk Müller         |
| 2ª     | 29 maggio | Beilngries > Gunzenhausen                         | 151   | Erik Zabel         | Dirk Müller         |
| 3ª-1ª  | 30 maggio | Gunzenhausen > Bayreuth                           | 162,2 | Christian Henn     | Christian Henn      |
| 3ª-2ª  | 30 maggio | Bayreuth > Bayreuth                               | 46    | Ralf Grabsch       | Christian Henn      |
| 4ª     | 31 maggio | Auerbach > Ratisbona                              | 242   | Erik Zabel         | Christian Henn      |
| 5ª     | 1º giugno | Ratisbona > Pfarrkirchen                          | 106,1 | Stuart O'Grady     | Christian Henn      |
| Totale | Totale    | Totale                                            | 925   |                    |                     |

## Dettagli delle tappe

### Prologo
- 27 maggio: Marktoberdorf > Marktoberdorf (cron. individuale) – 5,6 km

| Pos. | Corridore      | Squadra  | Tempo |
| ---- | -------------- | -------- | ----- |
| 1    | Dirk Müller    | EC-Bayer | 6'29" |
| 2    | Andreas Klöden |          | a 5"  |
| 3    | Andreas Walzer | Schauff  | a 7"  |

| Pos. | Corridore   | Squadra  | Tempo |
| ---- | ----------- | -------- | ----- |
| 1    | Dirk Müller | EC-Bayer | 6'29" |

### 1ª tappa
- 28 maggio: Marktoberdorf > Beilngries – 212 km

| Pos. | Corridore         | Squadra    | Tempo    |
| ---- | ----------------- | ---------- | -------- |
| 1    | Jeroen Blijlevens | TVM        | 4h58'32" |
| 2    | Erik Zabel        | Telekom    | s.t.     |
| 3    | Andreas Klier     | Nürnberger | s.t.     |

| Pos. | Corridore   | Squadra  | Tempo    |
| ---- | ----------- | -------- | -------- |
| 1    | Dirk Müller | EC-Bayer | 5h05'01" |

### 2ª tappa
- 29 maggio: Beilngries > Gunzenhausen – 151 km

| Pos. | Corridore         | Squadra | Tempo    |
| ---- | ----------------- | ------- | -------- |
| 1    | Erik Zabel        | Telekom | 3h38'01" |
| 2    | Jeroen Blijlevens | TVM     | s.t.     |
| 3    | Torsten Nitsche   |         | s.t.     |

| Pos. | Corridore   | Squadra  | Tempo |
| ---- | ----------- | -------- | ----- |
| 1    | Dirk Müller | EC-Bayer |       |

### 3ª tappa - 1ª semitappa
- 30 maggio: Gunzenhausen > Bayreuth – 162,2 km

| Pos. | Corridore      | Squadra | Tempo    |
| ---- | -------------- | ------- | -------- |
| 1    | Christian Henn | Telekom | 4h07'23" |
| 2    | Arnaud Prétot  | Gan     | s.t.     |
| 3    | Bert Dietz     | Telekom | s.t.     |

| Pos. | Corridore      | Squadra | Tempo |
| ---- | -------------- | ------- | ----- |
| 1    | Christian Henn | Telekom |       |

### 3ª tappa - 2ª semitappa
- 30 maggio: Bayreuth > Bayreuth – 46 km

| Pos. | Corridore          | Squadra     | Tempo    |
| ---- | ------------------ | ----------- | -------- |
| 1    | Ralf Grabsch       | P.S.V. Köln | 1h05'13" |
| 2    | Philipp Buschor    | Saeco       | a 2"     |
| 3    | Christian Lademann |             | a 6"     |

| Pos. | Corridore      | Squadra | Tempo |
| ---- | -------------- | ------- | ----- |
| 1    | Christian Henn | Telekom |       |

### 4ª tappa
- 31 maggio: Auerbach > Ratisbona – 242 km

| Pos. | Corridore   | Squadra  | Tempo   |
| ---- | ----------- | -------- | ------- |
| 1    | Erik Zabel  | Telekom  |         |
| 2    | Dirk Müller | EC-Bayer |         |
| 3    | Henk Vogels | Gan      | a 7'03" |

| Pos. | Corridore      | Squadra | Tempo |
| ---- | -------------- | ------- | ----- |
| 1    | Christian Henn | Telekom |       |

### 5ª tappa
- 1º giugno: Ratisbona > Pfarrkirchen – 106,1 km

| Pos. | Corridore         | Squadra | Tempo    |
| ---- | ----------------- | ------- | -------- |
| 1    | Stuart O'Grady    | Gan     | 2h34'43" |
| 2    | Giovanni Lombardi | Telekom | s.t.     |
| 3    | Matteo Tosatto    | MG Boys | s.t.     |

| Pos. | Corridore      | Squadra | Tempo     |
| ---- | -------------- | ------- | --------- |
| 1    | Christian Henn | Telekom | 23h15'11" |
| 2    | Bert Dietz     | Telekom | a 2"      |
| 3    | Arnaud Prétot  | Gan     | a 19"     |

## Classifiche finali

### Classifica generale
| Pos. | Corridore         | Squadra                        | Tempo     |
| ---- | ----------------- | ------------------------------ | --------- |
| 1    | Christian Henn    | Team Deutsche Telekom          | 23h15'11" |
| 2    | Bert Dietz        | Team Deutsche Telekom          | a 2"      |
| 3    | Arnaud Prétot     | Gan                            | a 19"     |
| 4    | Massimiliano Mori | Saeco                          | a 51"     |
| 5    | Servais Knaven    | TVM-Farm Frites                | a 2'40"   |
| 6    | Andreas Klöden    |                                | a 2'42"   |
| 7    | Bjørnar Vestøl    |                                |           |
| 8    | Jan Schaffrath    | Team Deutsche Telekom          |           |
| 9    | Dirk Müller       | Team EC-Bayer Worringen-Daewoo |           |
| 10   | Erik Zabel        | Team Deutsche Telekom          |           |